# 广东广播电视台体育频道
广东广播电视台体育频道，简称广体，是广东广播电视台下属的一条体育赛事电视直播频道，以普通话、广州话直播体育赛事以及播放体育新闻，为华南地区最大的体育专业频道。频道前身为1994年8月28日开播的广东有线电视台文体频道，1996年1月22日更名为广东有线电视台体育频道，1996年4月改称广东有线广播电视台体育频道，2001年7月划至广东电视台旗下（与广东电视台体育部合并）。

## 版权保护
本频道自2018年世界杯开始，广东体育频道在转播重点赛事期间，因新媒体版权制约，期间官网直播和IPTV（粤TV）均屏蔽直播信号，IPTV在此期间最初用测试卡画面覆盖，后改为垫播粤TV宣传片，官网直播则用GRTN的LOGO静态画面覆盖（现时为静态字卡）。